# Czynnik X
Czynnik X, czynnik Stuarta-Prower – enzym (EC 3.4.21.6) kaskady krzepnięcia, endopeptydaza serynowa (grupa proteaz S1, klan PA). Syntetyzowany jest w wątrobie, a do jego wytworzenia potrzebna jest witamina K.
Czynnik X jest aktywowany przez hydrolizę do czynnika Xa zarówno przez czynnik IX (z jego kofaktorem, czynnikiem VIII w kompleksie znanym jako wewnętrzna tenaza), jak i przez czynnik VII z jego kofaktorem, czynnikiem tkankowym (kompleks znany jako zewnątrzpochodna tenaza). Jest zatem pierwszym członem ostatniego wspólnego szlaku, zwanego szlakiem trombinowym.
Działa poprzez rozszczepienie protrombiny w dwóch miejscach (wiązanie arg-thr, a następnie wiązanie arg-iso), co prowadzi do powstania aktywnej trombiny. Proces ten jest zoptymalizowany, gdy czynnik Xa jest skompleksowany z aktywowanym kofaktorem V w kompleksie protrombinazy.
Czynnik Xa jest inaktywowany przez inhibitor proteazy zależnej od białka Z (ZPI), inhibitor proteazy serynowej (serpina). Powinowactwo tego białka do czynnika Xa jest 1000-krotnie zwiększone przez obecność białka Z, podczas gdy nie wymaga ono białka Z do inaktywacji czynnika XI. Defekty białka Z prowadzą do zwiększonej aktywności czynnika Xa i skłonności do zakrzepicy.
Okres półtrwania czynnika X wynosi 40–45 godzin.

## Struktura

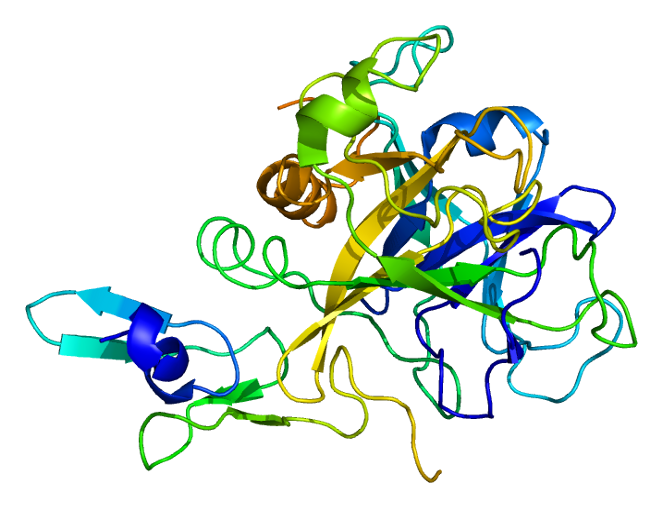
Struktura czynnika X

Pierwsza struktura krystaliczna ludzkiego czynnika Xa została zdeponowana w maju 1993 roku. Do chwili obecnej 191 struktur krystalicznych czynnika Xa z różnymi inhibitorami zostało zdeponowanych w banku danych białek. Miejsce aktywne czynnika Xa jest podzielone na cztery podkieszenie, jako S1, S2, S3 i S4. Kieszeń podrzędna S1 określa główny składnik selektywności i wiązania. Podkieszeń S2 jest mała, płytka i słabo zdefiniowana. Łączy się z kieszenią S4. Kieszeń pomocnicza S3 znajduje się na brzegu kieszeni S1 i jest dość narażona na działanie rozpuszczalnika. Podkieszeń S4 ma trzy domeny wiążące ligand: „skrzynkę hydrofobową”, „dziurę kationową” i miejsce na wodę. Inhibitory czynnika Xa generalnie wiążą się w konformacji w kształcie litery L, gdzie jedna grupa ligandu zajmuje anionową kieszeń S1 wyłożoną resztami Asp189, Ser195 i Tyr228, a inna grupa ligandów zajmuje aromatyczną kieszeń S4 wyłożoną resztami Tyr99, Phe174 i Trp215. Zazwyczaj dość sztywna grupa linkera łączy te dwa miejsca interakcji.

## Genetyka
Gen ludzkiego czynnika X jest zlokalizowany na chromosomie 13 (13q34).

## Rola w chorobach
Wrodzony niedobór czynnika X występuje bardzo rzadko (1:1000 000) i może objawiać się krwawieniem z nosa, krwawieniem do stawów i utratą krwi z przewodu pokarmowego. Oprócz wrodzonych niedoborów, niskie poziomy czynnika X mogą czasami występować w wielu stanach chorobowych. Na przykład niedobór czynnika X można zaobserwować w amyloidozie, w której czynnik X jest adsorbowany przez włókienka amyloidowe w układzie naczyniowym.
Niedobór witaminy K lub antagonizm warfaryny (lub podobnego leku) prowadzi do wytwarzania nieaktywnego czynnika X. W terapii warfaryną jest to pożądane, aby zapobiec zakrzepicy. Pod koniec 2007 roku cztery z pięciu pojawiających się leków przeciwzakrzepowych celowały w ten enzym.
Hamujący czynnik Xa oferowałby alternatywną metodę zapobiegania zakrzepom. Inhibitory bezpośredniego Xa są popularnymi antykoagulantami.
Polimorfizmy czynnika X są związane ze zwiększoną częstością zakażeń bakteryjnych, co sugeruje możliwą rolę w bezpośredniej regulacji odpowiedzi immunologicznej na patogeny bakteryjne.

## Zastosowanie terapeutyczne
Czynnik X jest częścią świeżo mrożonego osocza i kompleksu protrombinazy. Istnieją dwa dostępne w handlu koncentraty Factor X: „Factor XP Behring” produkowane przez CSL Behring i Factor X Coagadex o wysokiej czystości produkowane przez Bio Products Laboratory i zatwierdzone do użytku w Stanach Zjednoczonych przez FDA w październiku 2015 r., oraz w UE w marcu 2016 r., po wcześniejszym zaakceptowaniu przez CHMP i COMP.
Kcentra, produkowany przez CSL Behring, jest koncentratem zawierającym czynniki krzepnięcia II, VII, IX i X oraz białka przeciwzakrzepowe C i S.

## Zastosowanie w biochemii
Proteaza czynnika Xa może być stosowana w biochemii do odszczepiania znaczników białkowych, które poprawiają ekspresję lub oczyszczanie białka będącego przedmiotem zainteresowania. Jego preferowane miejsce rozszczepienia (po argininie w sekwencji Ile-Glu / Asp-Gly-Arg, IEGR lub IDGR) można łatwo umieścić między sekwencją znacznika i białkiem będącym przedmiotem zainteresowania. Po ekspresji i oczyszczeniu znacznik jest następnie usuwany proteolitycznie przez czynnik Xa.

## Czynnik Xa
Czynnik Xa jest aktywowaną formą czynnika krzepnięcia X. Czynnik X to enzym, endopeptydaza serynowa, która odgrywa kluczową rolę na kilku etapach układu krzepnięcia. Czynnik X jest syntetyzowany w wątrobie. Najczęściej stosowane w praktyce klinicznej leki przeciwzakrzepowe – warfaryna i inne liczne leki przeciwzakrzepowe (np. heparyna, heparyny drobnocząsteczkowe i fondaparynuks) – wpływają hamująco na działanie czynnika Xa w różnym stopniu.
Tradycyjne modele krzepnięcia opracowane w latach 60. XX wieku przewidywały dwie oddzielne kaskady, ścieżkę zewnętrzną (czynnik tkankowy (TF)) i ścieżkę wewnętrzną. Szlaki te zbiegają się do wspólnego punktu, tworzenia kompleksu czynnika Xa / Val, który razem z wapniem związanym na powierzchni fosfolipidów wytwarza z protrombiny (czynnik II) trombinę (czynnik IIa).
Nowy model, oparty na komórkach antykoagulacji, wydaje się pełniej wyjaśniać etapy koagulacji. Model ten składa się z trzech etapów: 1) inicjacji koagulacji na komórkach niosących TF, 2) amplifikacji sygnału prokoagulacyjnego przez trombinę wytworzoną na komórkach niosących TF i 3) propagacji wytwarzania trombiny na powierzchni płytek krwi. Czynnik Xa odgrywa kluczową rolę na wszystkich trzech z tych etapów.
W etapie 1 czynnik VII wiąże się z przezbłonowym białkiem TF na powierzchni komórek i jest przekształcany w czynnik VIIa. Wynikiem jest kompleks czynnika VIIa / TF, który katalizuje aktywację czynnika X i czynnika IX. Czynnik Xa utworzony na powierzchni komórki niosącej TF oddziałuje z czynnikiem Val, tworząc kompleks protrombinazy, który wytwarza niewielkie ilości trombiny na powierzchni komórek niosących TF.
W etapie 2, etapie amplifikacji, jeśli wytworzono wystarczającą ilość trombiny, następuje aktywacja płytek krwi i kofaktorów płytkowych.
W etapie 3, generowania trombiny, czynnik XIa aktywuje wolny czynnik IX na powierzchni aktywowanych płytek krwi. Aktywowany czynnik IXa z czynnikiem VIIIa tworzy kompleks „tenazy”. Ten kompleks „tenazy” aktywuje więcej czynnika X, który z kolei tworzy nowe kompleksy protrombinazy z czynnikiem Va. Czynnik Xa jest głównym składnikiem kompleksu protrombinazy, który przekształca duże ilości protrombiny – „wyrzut trombiny”. Każda cząsteczka czynnika Xa może wytworzyć 1000 cząsteczek trombiny. Ten duży wybuch trombiny jest odpowiedzialny za polimeryzację fibryny w celu utworzenia skrzepliny.
Czynnik Xa odgrywa również rolę w innych procesach biologicznych, które nie są bezpośrednio związane z koagulacją, takich jak gojenie się ran, przebudowa tkanek, zapalenie, angiogeneza i miażdżyca tętnic.
Hamowanie syntezy lub aktywności czynnika X jest mechanizmem działania wielu obecnie stosowanych antykoagulantów. Warfaryna, syntetyczna pochodna kumaryny, jest najczęściej stosowanym doustnym lekiem przeciwzakrzepowym w USA. W niektórych krajach europejskich stosuje się inne pochodne kumaryny (fenprokumon i acenokumarol). Te środki, znane jako antagonisty witaminy K (VKA), hamują zależną od witaminy K karboksylację czynników II (protrombiny), VII, IX, X w hepatocytach. Ta karboksylacja po translacji jest niezbędna dla aktywności fizjologicznej.
Heparyna (heparyna niefrakcjonowana) i jej pochodne heparyna drobnocząsteczkowa (LMWH) wiążą się z kofaktorem osocza, antytrombiną (AT), inaktywując kilka czynników krzepnięcia IIa, Xa, XIa i XIIa. Powinowactwo niefrakcjonowanej heparyny i różnych LMWH dla czynnika Xa jest bardzo zróżnicowane. Skuteczność antykoagulantów na bazie heparyny wzrasta wraz ze wzrostem selektywności czynnika Xa. LMWH wykazuje zwiększoną inaktywację czynnika Xa w porównaniu z heparyną niefrakcjonowaną, a fondaparynuks, środek oparty na krytycznej sekwencji pentasacharydowej heparyny, wykazuje większą selektywność niż LMWH. Ta inaktywacja czynnika Xa przez heparyny jest określana jako „pośrednia”, ponieważ opiera się na obecności AT, a nie na bezpośredniej interakcji z czynnikiem Xa.
Niedawno opracowano nową serię specyficznych, bezpośrednio działających inhibitorów czynnika Xa. Należą do nich leki rywaroksaban, apiksaban, betryksaban, LY517717, dareksaban (YM150), edoksaban i 813893. Środki te mają kilka teoretycznych zalet w porównaniu z obecną terapią. Mogą być podawane ustnie. Mają szybki początek działania i mogą być bardziej skuteczne przeciwko czynnikowi Xa, ponieważ hamują zarówno wolny czynnik Xa, jak i czynnik Xa w kompleksie protrombinazy.

## Historia
Amerykańscy i brytyjscy naukowcy opisali niedobór czynnika X niezależnie od siebie, odpowiednio w 1953 i 1956 roku. Tak jak w przypadku niektórych innych czynników krzepnięcia, czynnik ten został początkowo nazwany imieniem tych pacjentów: Rufusa Stuarta (1921) i Audrey Prower (1934).

## Interakcje
Wykazano, że czynnik X oddziałuje z inhibitorem szlaku czynnika tkankowego.